# リウヴィル場理論
物理学におけるリウヴィル場理論（あるいは単にリウヴィル理論、英: Liouville field theory, Liouville theory）とは、2-次元の場の量子論で、古典的な運動方程式がジョゼフ・リウヴィルのリーマン面を統一する古典的な幾何学的問題で現れる非線型第二階微分方程式となっている場の量子論を言う。
この場の理論は次の局所的な作用で定義される。
{\displaystyle S={\frac {1}{4\pi }}\int d^{2}x\,{\sqrt {g}}(g^{\mu \nu }\partial _{\mu }\phi \partial _{\nu }\phi +(b+b^{-1})R\phi +4\pi e^{2b\phi }),}
ここに {\displaystyle \partial _{\mu }=\partial /\partial x^{\mu },\,g_{\mu \nu }} は 2次元の空間の計量であり、この面の上に場の理論が定式化される。R はこの面のリッチスカラーであり、b は実数の結合定数である。場 φ は、結局、リウヴィル場を考えている。
この作用に付随する運動方程式は、
{\displaystyle \Delta \phi (x)={\frac {1}{2}}(b+b^{-1})R(x)+4\pi be^{2b\phi (x)}}
で、ここに {\displaystyle \Delta =g^{-1/2}\partial _{\mu }(g^{1/2}g^{\mu \nu }\partial _{\nu })} は、そのような空間の中のダランベール演算子（ダランベール作用素）である（また、ラプラス作用素も参照のこと）。空間の計量がユークリッド計量の場合は、標準的な記法を使い、この方程式が古典的なリウヴィル方程式となる。
{\displaystyle \left({\frac {\partial ^{2}}{\partial x^{2}}}+{\frac {\partial ^{2}}{\partial y^{2}}}\right)\phi (x,y)=4\pi be^{2b\phi (x,y)}.}
リウヴィル場理論は、共形場理論で、ワイル対称性 (Weyl symmetry) を特別な方法で体現している。この理論の中心電荷 {\displaystyle c} は、表現 {\displaystyle c=1+6(b+1/b)^{2}} を通して、作用の中に現れるパラメータの項で与えられる。リウヴィル理論は、経路積分のアプローチの中で理論の非臨界バージョンを定式化しようとするときに、弦理論の脈絡で現れる。また、弦理論の脈絡では、ボゾンの自由場と結合している場合は、リウヴィル理論は、2次元空間（時空）の弦の励起を記述する理論と考えることができる。
リウヴィル場理論は、非有理な共形場理論と呼ばれる理論の最も理解がなされている例の一つで、いくつかの観測可能量が明確な方法で計算することができる。この計算は、球のトポロジーのプライマリ作用素の 2点相関函数、3点相関函数の場合である。トーラス上の分配函数やディスク上の 1点相関函数のような、他のトポロジーの上で定義された理論の観測可能量の明確な表現も、最近計算された。
リウヴィル場理論は、また、他の物理学や数学の問題に密接に関連していて、例を列挙すると、2次元量子重力、2次元弦理論、負の曲がりかたをしている空間の 3次元一般相対論、4次元の超対称性を持つ共形ゲージ理論、リーマン面の統一問題、共形写像の問題などがある。この理論はまた、2次元のアフィン対称性を持つ非有理的な共形場理論にも関係している。この例としては、群 {\displaystyle SL(2,R)} に対するWZWモデル (Wess–Zumino–Novikov–Witten theory)、さらに、戸田場の理論 (Toda field theories) {\displaystyle A_{N}} の族の {\displaystyle N=1} の特別な場合とも考えることができる。リウヴィル理論はまた、超対称性を持つ拡張もできる。

## 参照項目
- リウヴィル重力（英語版）
- リウヴィルの定理
- 共形場理論
- 弦理論